# Glisolles
Glisolles ist eine französische Gemeinde mit 851 Einwohnern (Stand: 1. Januar 2022) im Département Eure in der Region Normandie. Sie gehört zum Arrondissement Évreux und zum Kanton Conches-en-Ouche sowie zum Gemeindeverband Pays de Conches. Die Einwohner werden Glisollois genannt.

## Geografie
Glisolles liegt etwa zehn Kilometer westsüdwestlich von Évreux. Umgeben wird Glisolles von den Nachbargemeinden Ferrières-Haut-Clocher im Norden, La Bonneville-sur-Iton im Osten und Nordosten, Les Ventes im Osten und Südosten, Gaudreville-la-Rivière im Südosten, Champ-Dolent im Süden, La Fresne im Südwesten sowie La Croisille im Westen. 

## Bevölkerungsentwicklung
| Jahr      | 1962 | 1968 | 1975 | 1982 | 1990 | 1999 | 2006 | 2013 |
| Einwohner | 318  | 224  | 311  | 525  | 846  | 872  | 874  | 821  |

Quelle: INSEE

## Geschichte

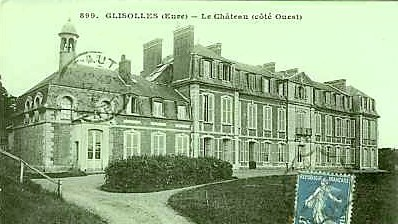

Schloss Glisolles wurde Mitte des 18. Jahrhunderts an der Stelle eines älteren Herrschaftssitzes erbaut für Anne Gabriel de Boulainvilliers, Präsident des Parlement de Paris und Enkel des Bankiers Samuel Bernard. Seine Tochter Anne Marie Louise Bernard de Boulainvilliers heiratete 1779 Gaspard Paulin, 4. Duc de Clermont-Tonnerre. 1926 verkaufte der 8. Herzog, Aimé François Philibert de Clermont-Tonnerre, das Gut zur Aufsiedelung. Das Schloss wurde 1938 von der Société nationale des constructions aéronautiques du Nord als Archivgebäude erworben, jedoch im Juni 1940 durch britische Truppen auf dem Rückzug angezündet und brannte aus. Von den 1956 noch fast intakten Außenmauern sind heute nur noch geringe Fragmente erhalten.  

## Persönlichkeiten
- Aimé Marie Gaspard de Clermont-Tonnerre (1779–1865), General und Kriegsminister (1824–1828)